# Narcosis
Narcosis es una banda de rock peruano, originaria en la ciudad de Lima. Fue formada en 1984 y fueron una de las primeras agrupaciones, pertenecientes a la movida denominada rock subterráneo; corriente ligada a la escena punk rock underground limeña en los años 1980.
La banda duró un poco más de un año y editaron dos trabajos discográficos, financiado completamente por ellos mismo durante ese periodo. A pesar de su corta existencia, es considerado como uno de los grupos más influyentes del rock peruano. Su álbum debut, una cinta de casete de producción propia, titulado Primera dosis (1985); ha sido llamado un "banner" y "punto de referencia" para los roqueros peruanos, y el disco "más copiado, vuelto a copiar, y el álbum más pirateado de la historia del rock peruano", Narcosis es considerado un grupo de culto y que siempre difundió su música fuera de los medios de comunicación.
Las letras del grupo a pesar de ser su único material discográfico disponible, aborda temas como: la depresión, las consecuencias del adoctrinamiento humano, la blasfemia, la negatividad, la situación del mundo, el anarquismo, el activismo social, entre otras temáticas.

## Historia

### Primera formación

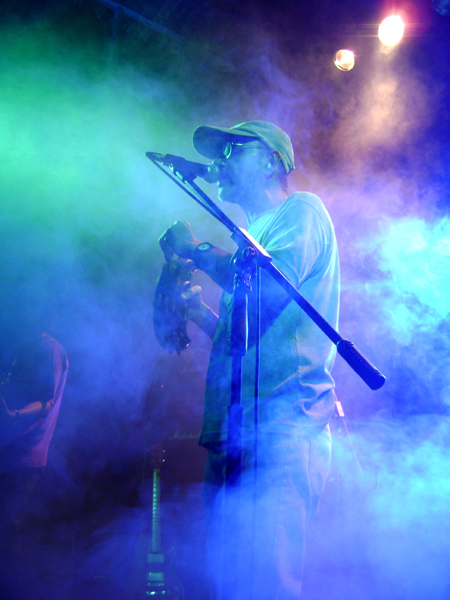
Wicho García en 2007, vocalista de la banda.

La banda tiene sus orígenes en los contactos realizados entre Fernando Vial, Jorge Madueño y Álvaro Carrillo, cuando este fue respondido por un anuncio colocado en la revista Segunda Mano por Vial a finales de 1983. Carrillo llevó más adelante a un amigo, Luis Piccini, que tenía un set de batería. Originalmente se nombraron con el nombre de "Los Descartables" y luego como "Los Descartados". Madueño pronto se hizo cargo como baterista, ya que era demasiado para Piccini, quien a menudo no estaba disponible para los ensayos, ya que tenía una novia. La banda entonces se decidió por el nombre de Narcosis, ya que Vial ha dicho fue tomado de la novela Siddhartha de Hermann Hesse:

"Se trata solo de huir del Yo. Es un breve escaparse de ser Yo, una breve narcosis contra el dolor y lo absurdo de la vida".
Herman Hesse

El primer concierto de Narcosis, se realizó el 6 de octubre de 1984, en un bar de Lima llamado Carnaby; lugar donde participaban bandas de renombre como Leusemia y Masacre. No mucho después de eso, la banda estaba reservado para otro concierto, esta vez en el Palizada Bar, pero se encontraron con que Carrillo dejaba el grupo. Vial ha dicho que Carrillo dejó la banda debido a "razones del destino ", aunque posteriormente se supo que Carrilo se alejó de la emergente agrupación por diferencias con Vial. Tras la salida de Carrillo, Vial contactó a su amigo Wicho García, como nuevo cantante, hecho con el cual García pasaría a ser el cantante estable, siendo así, la alineación definitiva de la banda.

### Primera dosis, éxito y conciertos
Narcosis comenzó a practicar más, y a escribir su propia música. En febrero de 1985, grabaron su primer álbum de estudio independiente, Primera Dosis, en la sala de Madueño usando una  grabadora portátil de 4 pistas, propiedad de García, quien a su vez improvisó con un micrófono y un Walkman, su uso como mesa de mezclas.
El plazo original de Primera Dosis era de 200 copias en formato de casete. El álbum fue un éxito instantáneo siendo el primer disco editado bajo una producción completamente independiente, basado en la ideología del Hazlo tú mismo. Tras la salida de Primera Dosis; los miembros de Narcosis recibieron la propuesta de tener un contrato de grabación para un sello discográfico Lima. La banda, sin embargo, decidió continuar de forma independiente.
Uno de los aspectos más notorios de Narcosis tuvo lugar el 17 de febrero de ese mismo año, en el festival Rock in Río Rímac, en el distrito de Rímac de Lima. Allí, Narcosis actuó frente a una multitud de 5.000 personas, junto con una serie de otras bandas que representaban la emergente escena "Rock subterráneo" de Lima. También había una fuerte presencia policial, y cuando la banda se lanzó a cantar su canción «Sucio policía» el festival llegó a su fin abruptamente, cuando la policía mostró su descontento y comenzó disparar al aire clausurando así el concierto.

### Segunda maqueta, separación y legado
Su segunda maqueta, Acto de Magia, publicado en septiembre de 1985, es una grabación en vivo de un concierto realizado en la barra de Magia en el distrito de Barranco, en Lima. 
En 1986, los miembros de la banda fueron deslizando por caminos separados y en otros proyectos. Vial se unió a la banda Autopsia, García se unió a la banda de Miki González, antes de convertirse en parte del grupo Mar de Copas, mientras Madueño unió a la banda Eructo Maldonado.
A partir de 2001 la banda ha aparecido de forma ocasional, haciendo conciertos o presentaciones pequeñas. Se unieron en 2007, para un concierto en Medellín, Colombia y una aparición en el club de baile de Lima "Onuba", para una serie de conciertos retrospectivos por el 25 aniversario en varias ciudades del país en el año 2011 coincidiendo con el lanzamiento de una edición en vinilo de Primera Dosis y para un espectáculo único a mediados de 2013 y junto a más de una docena de otras bandas de punk y rock clásico peruano en la "Revolución Caliente"; festival de música en el Estadio Nacional de Perú en Lima, el 25 de octubre de 2014.

## Discografía

### Álbumes de estudio
- Primera dosis[12] (1985)

### Álbumes en vivo
- Acto de magia (en vivo, 1985)

### Reediciones
- Primera dosis (reedición en CD, versión de "Pelo", 2000)
- Primera dosis (reedición en CD, versión de "Cachorro", 2002)
- Primera dosis (reedición en vinilo, versión original, de "Wicho",  2011)
- Primera dosis (reedición en vinilo, 2017)
- Acto de Magia (reedición en CD, de Cachorro, 2002)
- Acto de Magia (reedición en CD, 2012)
- Acto de Magia (reedición en CD, 2017)

### Documentales
- Segunda dosis (2004) - Dirigido por Román González
- Grito subterráneo (1987) - Dirigido y grabado por Julio César Montero y editado por Jorge Bazo